# Gai, gai, marions-nous
Pour plus de détails, voir Fiche technique et Distribution.
Gai, gai, marions-nous (titre original : Oliver the Eighth) est un film américain réalisé par Lloyd French mettant en scène Laurel et Hardy, sorti en 1934.

## Fiche technique
- Titre original : Oliver the Eighth
- Titre français : Gai, gai, marions-nous
- Réalisation : Lloyd French
- Photographie : Art Lloyd
- Montage : Bert Jordan
- Ingénieur du son : Warren B. Delaplain
- Producteur : Hal Roach
- Société de production : Hal Roach Studios
- Société de distribution : Metro-Goldwyn-Mayer
- Pays de production :  États-Unis
- Langue : Anglais
- Format : Noir et blanc - 35 mm - 1,37:1  -  sonore
- Genre : Comédie
- Longueur : trois bobines
- Date de sortie : 
  - États-Unis : 13 janvier 1934

## Distribution
Source principale de la distribution :
- Stan Laurel : Stanley
- Oliver Hardy : Oliver Hardy
- Mae Busch : la veuve
- Jack Barty : Jitters, le majordome